# Хейли, Лейша
Лейша Хейли (англ. Leisha Hailey; род. 11 июля 1971 года, Окинава, Япония) — американская актриса и певица, участница музыкального дуэта Uh Huh Her. Наиболее известна по роли Элис Пьезаки в сериале «Секс в другом городе».

## Ранняя жизнь
Хейли родилась на острове Окинава, Япония, и выросла в Америке, в Белвью, штат Небраска. Училась в Американской академии драматического искусства в Нью-Йорке.

## Карьера

### Музыкальная деятельность
Со своей однокурсницей по Академии, Хизер Гроди, в 1991 году основала поп-дуэт The Murmurs. Вместе они выпустили несколько альбомов и гастролировали с концертами, успев также побывать на женском фестивале «Lilith Fair». В 2001 году они сменили название на Gush. Группа распалась в 2008, когда Хейли получила роль в сериале «Секс в другом городе».
В 2007 году Хейли и Камила Грей основали электропоп-дуэт Uh Huh Her.
Хейли — одна из соавторов песни «Don’t Bother» певицы Шакиры, вошедшей в её альбом «Oral Fixation, Vol. 2».

### Актёрская деятельность
Она дебютировала телевидении с эпизодической ролью в сериале «Парень познаёт мир» в 1996 году, а в 1997 впервые появилась на большом экране в фильме «Всё обо мне».
С 2004 по 2009 год Хейли исполняла роль Элис Пьезаки в телесериале канала Showtime «Секс в другом городе».
В 2009 году сыграла в инди-фильме «La cucina», снискавшим признание критиков.
Хейли появлялась в рекламах йогурта «Yoplait» и автомобилей марки «BMW». В апреле 2008 года была названа представителем авиакомпании «Olivia Travel».
В 2015 году исполнила роль Амелии Новак в эпизоде сериала «Сверхъестественное». В 2017 году появилась в двух сериях комедийного сериала «Кремниевая долина».

## Личная жизнь
Хейли — открытая лесбиянка. С 1996 по 2001 год встречалась с исполнительницей k.d. lang. С 2004 по 2010 состояла в отношениях с Ниной Гардуно.
С 2011 года встречалась с Камилой Грей, коллегой по музыкальной группе Uh Huh Her. Они расстались в 2016.

## Фильмография

### Кино
| Год  | Название на русском      | Оригинальное название | Роль            | Примечания             |
| ---- | ------------------------ | --------------------- | --------------- | ---------------------- |
| 1997 | Всё обо мне              | All Over Me           | Люси            |                        |
| 1998 | Кое-что о девушках       | Some Girl             | The Murmurs     |                        |
| 1999 | Спящие красавицы         | Sleeping Beauties     | группа Sno Blo  | Короткометражный фильм |
| 2001 |                          | Size 'Em Up           | Клеа Шапиро     | Короткометражный фильм |
| 2002 |                          | The Snowflake Crusade | Мэриголд        |                        |
| 2007 |                          | La cucina             | Шелли           |                        |
| 2009 |                          | Make Up               | Шелли Кэбот     |                        |
| 2009 | Ферма                    | The Farm              | Элис Пьезаки    | Телевизионный фильм    |
| 2011 | Плодородная почва        | Fertile Ground        | Эмили Уивер     |                        |
| 2016 | Всё, что нужно — любовь? | Love Is All You Need? | тренер Дженкинс |                        |
| 2016 | Карьер                   | Quarries              | Мэдисон         |                        |
| 2017 |                          | Dead Ant              | Стиви           |                        |

### Телевидение
| Год       | Название на русском           | Оригинальное название          | Роль                  | Примечания                                    |
| --------- | ----------------------------- | ------------------------------ | --------------------- | --------------------------------------------- |
| 1996      | Парень познаёт мир            | Boy Meets World                | Коринна               | Эпизод: «Shallow Boy»                         |
| 1997      | Эллен                         | Ellen                          | женщина в гей-баре    | Эпизод: «The Puppy Episode: Part 2»           |
| 2004—2009 | Секс в другом городе          | The L Word                     | Элис Пьезаки          | 70 эпизодов                                   |
| 2006      | CSI: Место преступления       | CSI: Crime Scene Investigation | Эллисон Брэдфорд      | Эпизод: «Werewolves»                          |
| 2006      | Анатомия страсти              | Grey’s Anatomy                 | Клэр Соломон          | Эпизод: «Break on Through»                    |
| 2007—2011 | Американский папаша!          | American Dad!                  | разные роли (озвучка) | 4 эпизода                                     |
| 2009      |                               | Maneater                       | Гарриет               | Эпизод: «Part 2»                              |
| 2010      | До смерти красива             | Drop Dead Diva                 | Хоуп Прентисс         | Эпизод: «Will & Grayson»                      |
| 2010      | CSI: Место преступления       | CSI: Crime Scene Investigation | Дана Карлстон         | Эпизод: «Wild Life»                           |
| 2012      | Новая норма                   | The New Normal                 | Виктория              | Эпизод: «The Godparent Trap»                  |
| 2014      | Константин                    | Constantine                    | жена Ланни            | Эпизод: «The Darkness Beneath»                |
| 2015      | Сверхъестественное            | Supernatural                   | Амелия Новак          | Эпизод: «Angel Heart»                         |
| 2015      | Погоня за жизнью              | Chasing Life                   | Джульетта             | Эпизод: «Truly Madly Deeply»                  |
| 2016      | Босх                          | Bosch                          | Морин                 | 7 эпизодов                                    |
| 2016      | Реанимация                    | Code Black                     | Натали                | Эпизод: «Landslide»                           |
| 2017      | Кремниевая долина             | Silicon Valley                 | Лиз                   | 2 эпизода: «Customer Service», «Server Error» |
| 2019      | Слово на букву Л: Поколение Q | The L Word: Generation Q       | Элис Пьезаки          | 8 эпизодов                                    |